# Postförsändelse
Postförsändelse är försändelser som kan skickas via posten. 

## Olika typer av postförsändelser
- Brev (klass A och B)
- Posttidning (klass A och B)
- Oadresserad direktreklam
- Paket
- Postförskott
- Rek
- Ass
- Expressbrev
- EMS

A-post eller 1:a klassbrev delas normalt ut första vardagen efter att breven har lämnats för befordran.
Tidigare fanns
- Korsband, försändelser såsom trycksaker som sändes till lägre taxa än vanliga försändelser. Avskaffades 1981.[1]
- Föreningsbrev, ett sätt för ideella och allmännyttiga föreningar att under vissa omständigheter skicka brev till lägre taxa. Fanns 1981-2015.[1]

## Frankering i Sverige
En försändelse som lämnas till postbefordran skall frankeras, dvs. förses med frimärken som getts ut av Posten eller stämplas med frankostämplar av maskiner som godkänts av Posten. Avgiften för paket erläggs genom frankering av adresskortet. Frankering kan i vissa fall ersättas med ett påtryck som anger att postavgift erlagts. Massbrev, Postens gruppreklam och posttidningar skall inte frankeras utan postavgiften betalas direkt till Posten. Den frankeringsfrihet som regeringen tidigare medgav vissa myndigheter upphörde (liksom tjänstebrevsrätten) 1990.

## Sekretess
Tullverket har genom lag (1998:506), vilken trädde i kraft den 1 juli 1998, rätt att öppna och kontrollera om postförsändelserna från andra EU-länder innehåller alkohol- eller tobaksvaror. Då postförsändelserna skyddas av brevhemligheten får endast vissa personer besluta om öppnandet och det får bara ske på vissa postkontor. Under 2007 öppnades 296 postförsändelser som korrekt misstänktes innehålla punktskattepliktiga varor.